# Empire of the Undead
Empire of the Undead är det tyska power metal-bandet Gamma Rays elfte studioalbum, utgivet i mars 2014 på earMUSIC och i Japan på Victor. Albumet föregicks av EP:n Master of Confusion som släpptes ett år tidigare. En musikvideo gjordes till titelspåret på EP:n.
Albumet var Gamma Rays första sedan Land of the Free (1995) utan mångårige trummisen Dan Zimmermann, som lämnat bandet 2012. Han ersattes av Michael Ehré (Metalium, Primal Fear).
Empire of the Undead resulterade i sex singlar, däribland "Hellbent" till vilken det gjordes en textvideo.

## Låtlista
1. "Avalon" – 9:21
2. "Hellbent" – 5:22
3. "Pale Rider" – 4:23
4. "Born to Fly" – 4:31
5. "Master of Confusion" – 4:54
6. "Empire of the Undead" – 4:25
7. "Time for Deliverance" – 5:10
8. "Demonseed" – 6:38
9. "Seven" – 5:07
10. "I Will Return" – 6:55

Bonusspår på digipakutgåvan
1. "Built a World" – 4:23

Bonusspår på den japanska utgåvan
1. "Someday" – 3:59

## Medverkande
Musiker
- Kai Hansen – sång, gitarr
- Henjo Richter – gitarr, körsång
- Dirk Schlächter – basgitarr, körsång
- Michael Ehré – trummor, körsång

Bidragande musiker
- Corvin Bahn – keyboard

Produktion
- Kai Hansen – producent, inspelningstekniker
- Dirk Schlächter – producent, inspelningstekniker
- Benjamin Lawrenz – inspelningstekniker
- Christoph Stepan – inspelningstekniker
- Eike Freese – mixning, mastering
- Alexander Dietz – mixning, mastering
- Andy Portmann – låtskrivande
- Antje Schröder – omslagskonst
- Alexander Mertsch – design, foto